# Ljachovskijöarna

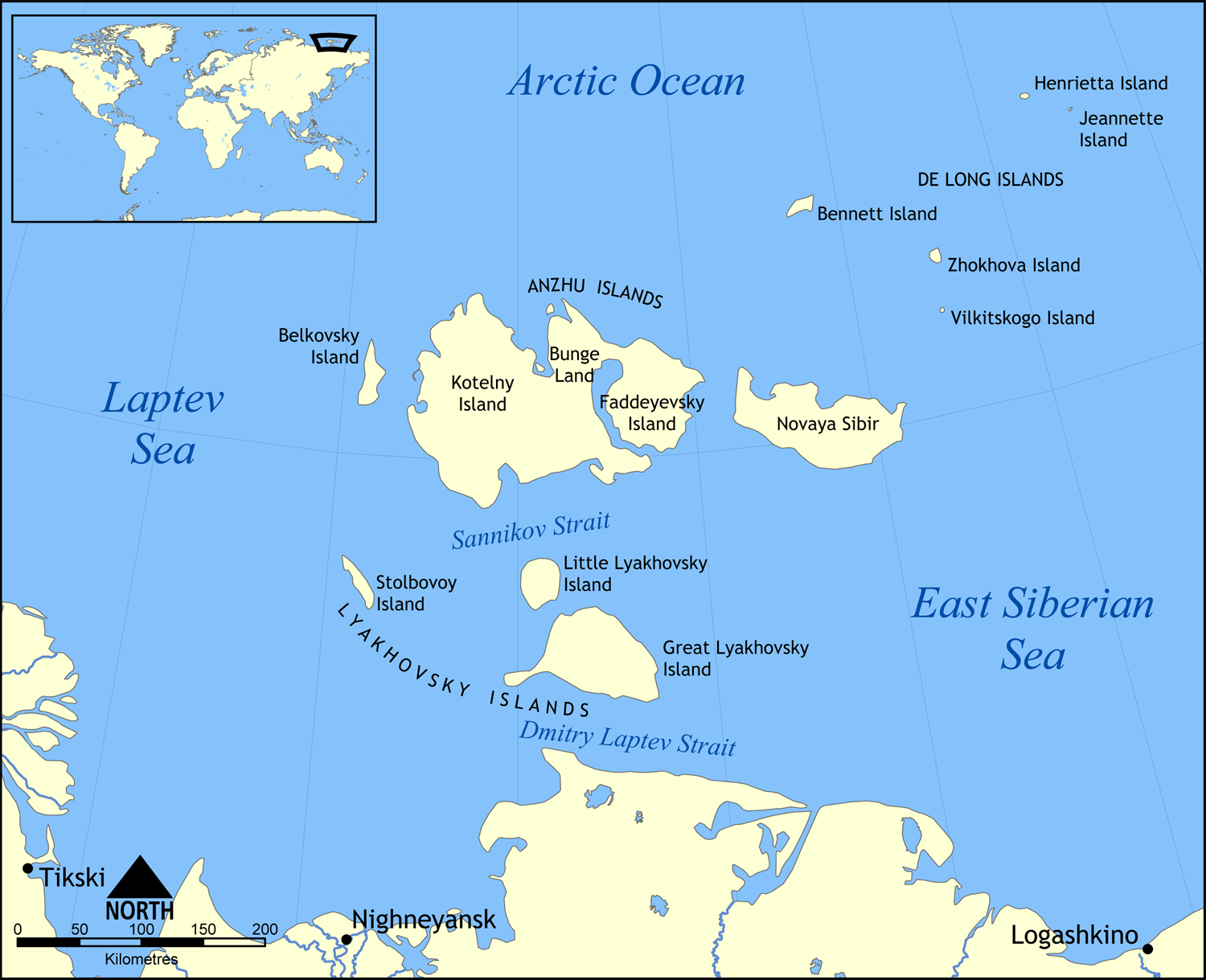
Områdeskarta

Ljachovskijöarna (ryska Ляховские острова, Ostrova Ljachovskije) är en ögrupp bland de Nysibiriska öarna i Norra ishavet och tillhör Ryssland.

## Geografi
Ljachovskijöarna ligger ca 4.400 km nordöst om Moskva utanför Sibiriens nordöstra kust mellan Laptevhavet i väst och Östsibiriska havet i öst och utgör den södra ögruppen i området. 
De obebodda öarna är av vulkaniskt ursprung och har en areal om cirka 6.100 km². Den högsta höjden är berget Emij-Tas cirka 311 m ö.h. och ligger på Bolsjoj Ljachovskijön.
Ögruppen består av de 3 större öarna:
- Bolsjoj Ljachovskijön, huvudön, ca 4.600 km²
- Malyj Ljachovskijön, ca 1.325 km²
- Stolbovojön, ca 170 km²

Ögruppens vegetation består av låga växter då den ligger inom tundran.
Fram till 1960-talet fanns en fjärde ö Semjonovskijön (остров Семёновский, Ostrov Semjonovskij) ca 250 km väster om huvudön, denna ö har dock helt eroderat och försvunnit under vattenytan.
Förvaltningsmässigt ingår området i den ryska delrepubliken Sacha.

## Historia
1712 besöktes Bolsjoj Ljachovskijön av en grupp kosacker under ledning av Jakov Permjakov och Merkurij Vagin.
1773 utforskades öarna av ryske pälshandlaren Ivan Ljachov som då namngav dem efter sig själv.
Åren 1885 till 1886 och 1893 samt 1900-1902 genomförde balttyske upptäcktsresande Eduard Toll och Alexander Bunge i rysk tjänst en forskningsresa till området.